# 柯銀漢
埃德温·谢丹·柯银汉（英語：Edwin Sheddan Cunningham，1868年7月6日—1953年1月20日），又譯克寧翰，是一位曾在中華民国任職的美国外交官。

## 早年
柯銀漢毕业于马里维尔学院，後來又获得了密歇根大学安娜堡分校頒發的法学学士学位。  柯銀漢毕业后在羅徹斯一家法律出版社工作。 

## 外交生涯
1898年，柯銀漢出任美國驻亞丁领事，并于1903年出任美國駐挪威卑尔根领事。 1906年出任美國駐南非德班领事，1910-1912年出任美國駐印度孟买领事。1912年至1914年出任美国驻新加坡总领事。 
1914-1919年出任美國驻中国汉口总领事，1920-1935年出任美國驻上海总领事。 
1930年，他兼任上海美国法院律师。 
1935年底，柯銀漢退休。 

## 婚姻

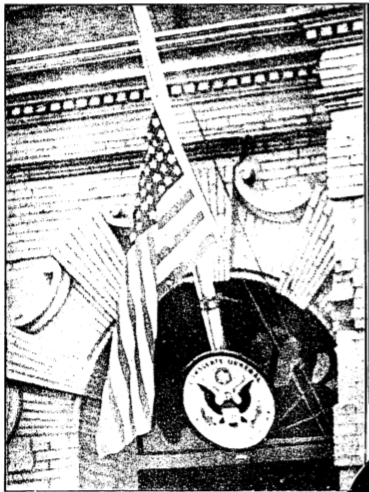
1934年，美国驻上海总领事馆為伊丽莎白·罗达·以色列降半旗

柯銀漢于1911年11月14日在英国伦敦与伊丽莎白·罗达·以色列（Elizabeth Rhoda Israel）结婚。 1934年，伊丽莎白·罗达·以色列在中国杭州市去世，葬礼于1934年4月7日在上海的圣三一堂举行。 她的尸體被火化，骨灰安葬在上海的静安公园。1947年，她的骨灰遷葬至美國田纳西州的一家公墓。 

## 死亡
1953年1月20日，柯銀漢在位於田纳西州的家中去世。 